# Gumudi Zhen
Gumudi Zhen (kinesiska: 古木地镇, 古木地) är en köping i Kina. Den ligger i den autonoma regionen Xinjiang, i den nordvästra delen av landet, omkring 19 kilometer norr om regionhuvudstaden Ürümqi.
Genomsnittlig årsnederbörd är 314 millimeter. Den regnigaste månaden är april, med i genomsnitt 46 mm nederbörd, och den torraste är januari, med 10 mm nederbörd.